# Anna Morandi Manzolini
Anna Morandi Manzolini (Bolonya, 21 de gener de 1714 – Bolonya, 9 de juliol de 1774) va ser una anatomista i escultora de figures en cera.
Anna Morandi (Manzolini era el cognom del marit), tot i haver nascut en una família molt modesta, va estudiar dibuix i escultura amb els pintors Giuseppe Pedretti i Francesco Monti. L'any 1740 es va casar amb Giovanni Manzolini, escultor que feia ceres anatòmiques i escultures per a la Universitat de Bolonya. Van tenir vuit fills, però només en van sobreviure tres. Estava ja casada quan va aprendre anatomia i va començar a col·laborar amb el seu marit en la preparació dels models de cera per a les classes a la Universitat.
El seu coneixement teòric de l'anatomia i la seva excel·lència artística en van fer una gran anatomista i els seus models de cera, que reproduïen al detall l'anatomia humana, eren utilitzats per professors d'anatomia, d'obstetrícia i de cirurgia i també pels estudiants. Els Manzolini tenien el seu estudi a casa, amb una taula de dissecció de fusta on duien a terme en primer lloc la dissecció de les parts del cos que després reproduïen en cera. Normalment ho feien esculpint la cera directament sobre l'os real i aprofitant també altres components com ara pestanyes, ungles, etc. Les úniques peces que són totalment de cera són les que Morandi Manzolini va fer reproduint el seu marit i ella mateixa.
Cap a 1750 la seva fama com a anatomistes ja s'havia difós i eren visitats per altres anatomistes i modeladors de figures anatòmiques, a més de turistes notables i dels estudiants de medicina que hi anaven a aprendre anatomia sense l'inconvenient d'haver de fer-ho amb cadàvers que aviat es podrien. A més, aquelles escultures en cera permetin mostrar detalls que en un cadàver real possiblement es farien malbé per la mateixa dissecció o per putrefacció.
Després de la mort del seu marit, el 1755, va rebre invitacions d'algunes universitats i corts europees per anar-hi a treballar i perquè hi portés la seva col·lecció. Entre d'altres, va rebre la visita de l'emperador Josep II d'Àustria, i va ser convidada a la cort de Caterina II de Rússia. Potser això va decidir el Senat bolonyès a nomenar-la, el 1756, modeladora de cera de la càtedra d'anatomia de la Universitat, amb uns honoraris anuals de 300 lires bolonyeses i amb la llibertat de fer classes d'anatomia en el seu estudi o fins i tot en el seu domicili. Malgrat les condicions temptadores que li va proposar la tsarina, Morandi Manzolini va romandre a Bolonya.
En un dels museus del Palazzo Poggi, de la Universitat de Bolonya, s'ha fet una recreació de l'estudi on treballava Anna Morandi Manzolini i s'hi exposen un bon nombre de peces anatòmiques, a més de dos bustos de la parella que ella va esculpir en cera: es va representar a si mateixa disseccionant un cervell humà, i el seu marit, també en una tasca de dissecció; en aquest cas, d'un cor.
La Biblioteca de la Universitat de Bolonya conserva un quadern manuscrit de Morandi Manzolini de 250 pàgines, en què documenta els seus models de cera.